# Romano Luperini
Romano Luperini (Lucca, 6 dicembre 1940) è un critico letterario, scrittore e politico italiano.

## Biografia
Luperini frequentò il liceo classico Galileo Galilei di Pisa e nella stessa città compì studi universitari umanistici. Fu recluso in carcere dal 15 marzo al giugno 1968 in seguito a una manifestazione studentesca. Nel 1969, con Luciano Della Mea, fu tra i fondatori della "Lega dei comunisti pisani", un movimento nato attorno alla rivista Nuovo Impegno; in seguito all'unificazione con altri gruppi, il movimento mutò il nome in Lega dei Comunisti, un'organizzazione che, assieme ad Avanguardia Operaia e alla componente del Partito di Unità Proletaria per il comunismo che faceva capo a Vittorio Foa, porterà alla formazione di Democrazia Proletaria nel 1977.
Ha insegnato letteratura italiana moderna e contemporanea all'Università di Siena ed è stato professore aggiunto all'Università di Toronto (Canada). Nell'anno accademico 2018/2019 insegnò "Didattica della letteratura" per il corso di laurea magistrale di Filologia moderna dell'Università di Catania. Oltre a dirigere riviste e collane di letteratura e di critica letteraria, è autore di un gran numero di saggi di critica letteraria. Si è occupato in prevalenza della stagione storico-letteraria compresa fra Naturalismo e Avanguardia, con una particolare attenzione per Giovanni Verga, ma anche di poesia del Novecento (Eugenio Montale e Franco Fortini), di Luigi Pirandello e Federigo Tozzi e delle questioni epistemologiche e retoriche legate al problema dell'allegoria ed ermeneutica.
In sede critica, all'impostazione sociologica, tendente a ridurre la letteratura a documento o rappresentazione di una determinata realtà storico-sociale, in senso benjaminiano, piuttosto che lukacsiano, Luperini antepone un atteggiamento di tipo dialettico.  
È coautore, insieme a Pietro Cataldi e Lidia Marchiani, del libro di testo La scrittura e l'interpretazione. Storia e antologia della letteratura italiana nel quadro della civiltà europea, uscito per la prima volta nel 1996 e in uso in varie edizioni pensate per diversi tipi di ordinamento scolastico e utenze differenziate ("blu", "rossa", "arancione", "gialla", "verde"), nel triennio della scuola secondaria di secondo grado oltre che per studenti universitari e dottorandi di ricerca, come anche, negli anni successivi (2014, 2019) di Liberi di interpretare e Noi e la letteratura, ancora per la scuola secondaria di secondo grado.
Dirige il blog La letteratura e noi.

## Opere
- Tre tesi sul Verga, Firenze, La Nuova Italia, 1968.
- Pessimismo e verismo in Giovanni Verga, Padova, Liviana, 1968.
- Il PCI e il movimento studentesco, Milano, Jaca Book, 1969.
- Marxismo e letteratura, Bari, De Donato, 1971.
- Letteratura e ideologia nel primo Novecento italiano. Saggi e note sulla "Voce" e sui vociani, Pisa, Pacini, 1973.
- Interpretazione di Verga, Roma, Savelli, 1975.
- Gli esordi del Novecento e l'esperienza della "Voce", Bari, Laterza, 1976.
- Verga e le strutture narrative del realismo. Saggio su "Rosso Malpelo", Padova, Liviana, 1976.
- Gramsci, la critica Neogiolittiana e gli intellettuali del primo novecento, Firenze, Olschki, 1977.
- Scipio Slataper, Firenze, La Nuova Italia, 1977.
- Neorealismo, Neodecadentismo, avanguardie (con Eduardo Melfi), Bari, Laterza, 1981.
- Il Novecento. Apparati ideologici, ceto intellettuale, sistemi formali nella letteratura italiana contemporanea, Torino, Loescher, 1981.
- La lotta mentale. Per un profilo di Franco Fortini, Roma, Editori riuniti, 1986.
- Storia di Montale, Roma-Bari, Laterza, 1986.
- Simbolo e costruzione allegorica in Verga, Bologna, Il Mulino, 1989.
- L'allegoria del moderno. Saggi sull'allegorismo come forma artistica del moderno e come metodo di conoscenza, Roma, Editori riuniti, 1990.
- Il novecento, Torino, Loescher, 1991.
- Introduzione a Pirandello, Bari, Laterza, 1992.
- Federigo Tozzi. Frammentazione espressionistica e ricostruzione romanzesca, Modena, Mucchi, 1993.
- Federigo Tozzi. Le immagini, le idee, le opere, Roma-Bari, Laterza, 1995.
- Il professore come intellettuale. La riforma della scuola e l'insegnamento della letteratura, Lecce, Manni, 1998.
- Controtempo. Critica e letteratura fra moderno e postmoderno: proposte, polemiche e bilanci di fine secolo, Napoli, Liguori, 1999.
- Il dialogo e il conflitto. Per un'ermeneutica materialistica, Roma-Bari, Laterza, 1999.
- Insegnare la letteratura oggi, Lecce, Manni, 2000.
- Breviario di critica, Napoli, Guida, 2002.
- I salici sono piante acquatiche, Lecce, Manni, 2002.
- La fine del postmoderno, Napoli, Guida, 2005.
- Verga moderno, Roma-Bari, Laterza, 2005.
- L'autocoscienza del moderno, Napoli, Liguori, 2006.
- Il futuro di Fortini, Lecce, Manni, 2007.
- L'incontro e il caso. Narrazioni moderne e destino dell'uomo occidentale, Roma-Bari, Laterza, 2007.
- L'età estrema, Palermo, Sellerio, 2008.
- L'uso della vita. 1968, romanzo, coll. Narratori delle riserve, Transeuropa, 2013.
- La rancura, Milano, Mondadori, 2016. Premio Nazionale Letterario Pisa, Narrativa.[6]
- L'ultima sillaba del verso, Milano, Mondadori, 2017.
- Dal modernismo a oggi- storicizzare la contemporaneità, Roma, Carocci, 2018.